# Islamismus in Deutschland
Der Islamismus in Deutschland ist Teil der weltweiten Bewegung des Islamismus als radikale Form des Islam. Es gibt friedliche und gewaltbereite Gruppierungen, so dass auch das Phänomen des Islamischen Terrorismus in Deutschland existiert.

## Stärke

### Gegenwart
Von den 5,6 Millionen Muslimen in Deutschland sind laut dem Bundesamt für Verfassungsschutz Stand 2023 geschätzt zwischen 27.000 und 50.000 Islamisten; d. h. Muslime, die aus dem Islam einen politischen Herrschaftsanspruch ableiten und einen islamischen Staat fordern. Davon sind 10.500 Salafisten. Der Salafismus bildet damit die zahlenmäßig bedeutendste islamistische Strömung in Deutschland. Anhänger des Dschihadismus, d. h. Islamisten, die einen islamischen Gottesstaat mit Gewalt herbeiführen wollen, gibt es laut Verfassungsschutz 1.000 bis 2.000 in Deutschland.
Nach Aussage des deutschen Islamwissenschaftlers Guido Steinberg kommen deutsche Sicherheitsbehörden „seit 2015 mit der Überprüfung von Verdächtigen“ aus der Islamistischen Szene „nicht mehr hinterher“. Den Behörden fehlten laut Steinberg „die Mittel und der Überblick, wer sich gerade im Land befindet“. „Kontrollverlust“ sei eine „nüchterne Beschreibung“ dessen.

### Vergangenheit
In Deutschland lebten 2007 etwa 3,5 Millionen Muslime. Laut Verfassungsschutz hat sich davon ca. 1 Prozent islamistischen, d. h. islam-politischen Organisationen mit radikalen Überzeugungen angeschlossen. Das entspricht ca. 32.100 Personen, die im Jahre 2005 Anhänger islamistischer Gruppierungen waren. Davon sind 27.200 türkischer und 3.350 arabischer Herkunft. In den Folgejahren bis 2017 ging die Zahl islamistischer Personen auf 25.810 zurück, das BfV stellte aber gleichzeitig eine Zunahme des gewaltorientierten Spektrums fest. Deutschland gilt vor allem als Ruheraum für potenzielle islamische Terroristen. Manche Politiker fordern ein schärferes Vorgehen gegen islamistische Straftäter. Die Polizei schlägt die Schaffung einer Islamistendatei vor. Der Nachweis eindeutiger Absichten sowie die Abwägung zwischen Meinungsfreiheit und Gefährdung der Öffentlichkeit erweist sich jedoch als schwierig.
2004: Protokoll 42, Öffentliche Anhörung am 20. September 2004.
Die Welt referierte 2008 Daten aus einer an der Universität Hamburg durchgeführten Studie vom Dezember 2007, die allerdings „mit Vorsicht zu genießen“ seien. Demnach „lehnen ca. 14 Prozent der muslimischen Bevölkerung die deutsche Demokratie ab und bevorzugen islamisches Scharia-Recht. Diese Gruppe hält auch politisch-religiös motivierte Gewalt für legitim. Bei muslimischen Schülerinnen und Schülern steigt die Rate auf 29,2 Prozent, bei den Studierenden sind es – unter Einbeziehung von antisemitischen oder antichristlichen Vorurteilen – 16,4 Prozent.“
Im Jahr 2012 riefen Islamisten zu Mordanschlägen in Deutschland auf, nachdem ein angeblich deutscher Schauspieler in einem umstrittenen Mohammed-Film zu sehen gewesen sein soll.
Laut dem Verfassungsschutzbericht für das Jahr 2012 gibt es 42.500 Islamisten in Deutschland. Davon sind zirka 1000 gewaltbereite Personen und zirka 130 Personen, „die besondere Sorge machen und rund um die Uhr beobachtet werden“.
Eine im Jahr 2016 veröffentlichte repräsentative Umfrage des Meinungsforschungsinstitutes TNS Emnid im Auftrag des Exzellenzclusters „Religion und Politik“ der Universität Münster unter 1200 Zuwanderern aus der Türkei und ihren Nachkommen ab 16 Jahren ließ einen „beträchtlichen Anteil an islamisch-fundamentalistischen Einstellungen erkennen, die schwer mit den Prinzipien moderner Gesellschaften zu vereinen sind“. So stimmten 47 % der Befragten der Aussage „Die Befolgung der Gebote meiner Religion ist für mich wichtiger als die Gesetze des Staates, in dem ich lebe“ zu.
Eine Studie der Zürcher Hochschule für Angewandte Wissenschaften, die repräsentative Schülerbefragungen des Kriminologischen Institutes Niedersachsen aus dem Jahr 2015 auswertete, ergab, dass die Aussage „Die islamischen Gesetze der Scharia, nach denen zum Beispiel Ehebruch oder Homosexualität hart bestraft werden, sind viel besser als die deutschen Gesetze“ von 27,4 % der Schüler, die sich selbst als muslimisch bezeichneten, bejaht wurde (32,2 % bei männlichen Schülern, 22,5 % bei Schülerinnen). Die Aussage wurde von 284 der 500 befragten Schüler bewertet. Die Aussage „Der Islam ist die einzige wahre Religion; alle anderen Religionen sind weniger wert“ fand eine Zustimmung von 36,6 %; der Aussage „Der Koran ist das einzig wahre Glaubensbuch; die darin festgehaltenen Regeln müssen genau befolgt werden“ stimmten 69,6 % zu (290 von 500 bewerteten die Aussage). Letztere Aussage sei aufgrund der hohen Zustimmung nicht geeignet, um „zwischen nicht-fundamentalistisch und fundamentalistisch eingestellten Jugendlichen zu differenzieren“.

## Islamistische Gruppierungen der letzten Jahre in Deutschland
Verschiedene Gruppierungen gelten als islamistisch:
- Die salafistische Deutschsprachige Muslimische Gemeinschaft (DMG) in Braunschweig wird vom Verfassungsschutz beobachtet und gilt Stand 2024 als mutmaßlich extremistischer Verein.[13] Der Verfassungsschutz geht davon aus, dass ihre führenden Mitglieder vorhaben, „mittelfristig einen islamischen Staat zu gründen“.[14] Niedersachsen verbot den Verein im Juni 2024. Im selben Jahr hatte der Verein mehr als 80.000 Abonnenten auf Youtube. Die vom Verein geteilten Inhalte haben auf TikTok mindestens vierstellige Abrufzahlen.[13]
- Die „islamisch-‚fundamentalistische‘“ (Udo Steinbach[15]) „Vereinigung der Neuen Weltsicht“ entstand 1976 unter einem anderen Namen; sie heißt seit 1995 „Islamische Gemeinschaft Millî Görüş“. Ihr Name geht auf ein Buch des türkischen Politikers Necmettin Erbakan zurück. Gemeint ist damit „‚eine politische Perspektive im Hinblick auf die Errichtung einer Islamischen Republik Türkei‘“,[15] die nicht mit gewaltsamen Mitteln angestrebt wird. Fernziel ist aber die weltweite Islamisierung im Sinne eines „rückwärtsgewandten und doktrinären Islamverständnisses“.[15] Die Vereinigung hatte 1996 über 30.000 Mitglieder und war zu diesem Zeitpunkt der am schnellsten wachsende türkische Verband in Deutschland. Bemerkenswert ist ihre erhebliche Finanzkraft; es wird gemutmaßt, dass diese auch auf Unterstützung von radikal-islamischen Staaten beruht.[15]
- Der zum Islam konvertierte radikalislamistische[16] deutsche Prediger Pierre Vogel war Mitglied des im Jahr 2011 aufgelösten salafistischen Vereins Einladung zum Paradies. Er versucht vor allem Jugendliche und junge Erwachsene über Predigten und Videos im Internet und öffentliche Auftritte zu einem neofundamentalistischen Islam zu bekehren.[17]
- Die rund 800 Anhänger der im Dezember 2001 verbotenen fundamentalistischen Vereinigung Kalifatstaat von Metin Kaplan, deren Anhänger sich aus radikalisierten IGMG-Anhängern rekrutierten,[18] bekämpften die freiheitlich-demokratische Grundordnung und strebten die weltweite Herrschaft des Islam an. Ihr Führer, der „Kalif von Köln“, forderte die Wiedereinführung der islamischen Rechtsordnung in der Türkei sowie die Islamisierung Deutschlands. Im Jahr 2000 wurde Metin Kaplan wegen einer (befolgten) Mordanweisung gegen einen Widersacher in Deutschland zu einer vierjährigen Freiheitsstrafe verurteilt und am 12. Oktober 2004 nach langer Diskussion in die Türkei abgeschoben, wo er seitdem eine lebenslange Freiheitsstrafe verbüßt.
- Die Islamische Gemeinschaft in Deutschland e. V. (IGD), die 1963 aus der drei Jahre zuvor gegründeten Moscheebaukommission des Islamischen Zentrums in München entstanden ist, steht der ägyptischen Muslimbruderschaft nahe. Ihr erster Präsident Said Ramadan, Schwiegersohn von Hassan al-Banna, dem Begründer der Muslimbruderschaft, war zudem Gründungsmitglied der von Saudi-Arabien finanzierten Islamischen Weltliga. Seitdem sind die Wege der Muslimbruderschaft und Saudi-Arabiens eng miteinander verwoben. Mit den Jahren entstanden weitere islamische Zentren verteilt in der gesamten Bundesrepublik Deutschland. Das islamische Zentrum in Aachen (IZA), das von dem Syrer und Angehörigen der dortigen Muslimbruderschaft Isaam al-Attar gegründet wurde, sagte sich bereits 1981 von der IGD los. Dafür ist das IZA zusammen mit der IGD und den anderen Islamischen Zentren Mitglied im Zentralrat der Muslime in Deutschland (ZMD), der zeitweilig von dem saudischen Gynäkologen und Mitglied im Vorstand der Aachener Bilal-Moschee des IZA, Nadeem Elyas, geleitet wurde. Zum IZA wie zur Islamischen Universität Medina unterhielten Christian Ganczarski, der beschuldigt wird, Hintermann für das Attentat auf der tunesischen Insel Djerba zu sein. Muhammad Aman Herbert Hobohm, Geschäftsführer der saudi-arabischen König-Fahd-Akademie in Bonn, war Mitglied im ZMD. In einer gemeinsamen Publikationsreihe des IZ München und der IGD offenbart sich ein fundamentalistisches Gedankengut, das zwischen Muslimbruderschaft und Wahhabismus oszilliert. Es offenbart eine militant antisäkulare Haltung, befürwortet den Eroberungsdschihad, die Notwendigkeit der Wiedereinführung einer unreformierten Scharia und der archaischen Haddstrafen (Abhacken der Hand des Diebes und Steinigung des Ehebrechers).[19]
- Extrem radikal, aber nicht gewaltbereit sind die Mitglieder der Islamisten-Partei Hizb ut-Tahrir (“Islamische Befreiungspartei”). Ihr erklärtes Ziel ist die Beseitigung der politischen Systeme in der islamischen Welt und die Schaffung eines autokratischen Kalifatsstaates unter ihrer Führung. 2003 wurde die Organisation in Deutschland aufgrund antisemitischer und israelfeindlicher Rhetorik mit einem Tätigkeitsverbot belegt, weshalb sie seither in Deutschland nicht offen agieren kann. Gleichwohl ist es ihr seit 2013 gelungen ihre Anhängerschaft durch Tarnorganisationen wie 'Generation Islam', 'Realität Islam', 'Muslim Interaktiv' sukzessiv zu erhöhen, sodass sie 2022 mehr Anhänger zählt (700) als im Jahr 2003 (rund 200).[20]

Siehe hierzu auch die Liste in Deutschland verbotener islamistischer Organisationen.

## Haltung von Islamverbänden
Nach den Terroranschlägen am 13. November 2015 in Paris appellierten die acht größten muslimischen Verbände Deutschlands an das Verantwortungsbewusstsein aller Muslime, gegen Radikalisierung und Islamismus in ihrem persönlichen Umkreis aufzubegehren. Weiterhin erklärten sie, ihre Anstrengungen für die Verteidigung gegen den Islamismus und für die europäischen Werte wie Freiheit und Pluralismus zu erhöhen.

### Politischer Islam, Islamismus allgemein
- Muriel Asseburg (Hrsg.): Moderate Islamisten als Reformakteure – Rahmenbedingungen und programmatischer Wandel. SWP, Berlin 2007 (PDF); Neuausgabe unter dem Titel Moderate Islamisten als Reformakteure? Bpb, Bonn 2008, ISBN 978-3-89331-883-4.
- Abteilung Verfassungsschutz der Senatsverwaltung für Inneres und Sport Berlin (Hrsg.): Islamismus – Diskussion eines vielschichtigen Phänomens. Berlin 2005
- Floris Biskamp, Stefan E. Hößl (Hrsg.): Islam und Islamismus. Perspektiven für die politische Bildung. NBKK, Gießen 2013, ISBN 978-3-00-041758-0.
- Julia Gerlach: Zwischen Pop und Dschihad. Muslimische Jugendliche in Deutschland. Links, Berlin 2006, ISBN 3-86153-404-5.
- Johannes Grundmann: Islamische Internationalisten. Strukturen und Aktivitäten der Muslimbruderschaft und der islamischen Weltliga. Reichert, Wiesbaden 2005, ISBN 3-89500-447-2.
- Matenia Sirseloudi: Zwischen Assimilation und Abgrenzung. Die Bedeutung der Religion für die Identität der türkischen Diasporagemeinschaft in Deutschland. In: B. Oberdorfer, P. Waldmann: Die Ambivalenz des Religiösen. Religionen als Friedensstifter und Gewalterzeuger. Rombach, Freiburg 2008, S. 289–314.
- Johannes Kandel: Islamismus in Deutschland – Zwischen Panikmache und Naivität. Herder, Freiburg im Breisgau / Basel 2011, ISBN 978-3-451-30399-9.

### Kommentare, Essays, Berichte, Kritiken, Interviews
- www.welt.de: Veit Medick, Goldhagen setzt Islamisten mit Nazis gleich „Die Welt“, 21. November 2006 – vgl. Daniel Goldhagen, Kommentar von Michael Wolffsohn: Nazismus und Islamismus: Goldhagens These (Deutschlandradio, 24. November 2006)
- Identitätskrise junger Muslime schuld an Radikalisierung (Deutschland Radio Interview mit Journalistin Claudia Sautter)
- Jochen Hehn, Manifest der 12 – „Gemeinsam gegen den neuen Totalitarismus“ „Die Welt“, 2. März 2006
- Leon de Winter: Wacht auf, wir sind im Krieg! („Cicero“, August 2004 – vgl. hier und hier)
- „Der Islamismus ist ein totalitäres System“ – Interview mit Paul Berman („Die Welt“, 30. Juli 2003 – vgl. hier und hier)
- Hal Saunders u. Basil Eastwood: Dialog of Civilisations – Kurzes Protokoll eines langen Gesprächs mit politischen Islamisten („Le Monde diplomatique“, Nr. 7991 vom 9. Juni 2006, 303 Zeilen)
- Carnegie Endowment Paper „Islamist Movements and the Democratic Process in the Arab World“ (PDF; 236 kB)
- Y. Michal Bodemann: Parallelgesellschaften und Anti-Islamismus Unter Verdacht – Kritischer Artikel zur Bewertung des Islamismus in Europa.
- Johannes Kandel: Herausforderung Islamismus. Thesenpapier im Portal library.fes.de (PDF).

### Dossiers, Themenschwerpunkte, Specials
- Dossier Islamismus der Bundeszentrale für politische Bildung (Bundeszentrale für politische Bildung)
- Infodienst Radikalisierungsprävention der Bundeszentrale für politische Bildung
- nah-ost.info – Definition „Islamismus“
- Die vielen Gesichter des Islamismus (Bundeszentrale für politische Bildung)
- Religion und Politik in der islamischen Welt (Bundeszentrale für politische Bildung)
- Islam, Islamismus und Jihadismus in den Medien, Bundeszentrale für politische Bildung
- BKA – Ermittlungen gegen islamistische Straftäter
- Politikwissenschaftliche Literatur zum Thema Islamismus und Islamischer Fundamentalismus in der Annotierten Bibliografie der Politikwissenschaft

### Allgemeiner religiöser und islamischer Fundamentalismus
- Senatsverwaltung für Inneres, Abteilung Verfassungsschutz, Berlin: Islamismus – Diskussion eines vielschichtigen Phänomens (Berlin, 2005) PDF